# GLYAT
GLYAT (англ. Glycine-N-acyltransferase) – білок, який кодується однойменним геном, розташованим у людей на короткому плечі 11-ї хромосоми. Довжина поліпептидного ланцюга білка становить 296 амінокислот, а молекулярна маса — 33 924.
| 10         |  | 20         |  | 30         |  | 40         |  | 50         |
| ---------- |  | ---------- |  | ---------- |  | ---------- |  | ---------- |
| MMLPLQGAQM |  | LQMLEKSLRK |  | SLPASLKVYG |  | TVFHINHGNP |  | FNLKAVVDKW |
| PDFNTVVVCP |  | QEQDMTDDLD |  | HYTNTYQIYS |  | KDPQNCQEFL |  | GSPELINWKQ |
| HLQIQSSQPS |  | LNEAIQNLAA |  | IKSFKVKQTQ |  | RILYMAAETA |  | KELTPFLLKS |
| KILSPNGGKP |  | KAINQEMFKL |  | SSMDVTHAHL |  | VNKFWHFGGN |  | ERSQRFIERC |
| IQTFPTCCLL |  | GPEGTPVCWD |  | LMDQTGEMRM |  | AGTLPEYRLH |  | GLVTYVIYSH |
| AQKLGKLGFP |  | VYSHVDYSNE |  | AMQKMSYTLQ |  | HVPIPRSWNQ |  | WNCVPL     |

A: Аланін

C: Цистеїн

D: Аспарагінова кислота

E: Глутамінова кислота

F: Фенілаланін

G: Гліцин

H: Гістидин

I: Ізолейцин

K: Лізин

L: Лейцин

M: Метіонін

N: Аспарагін

P: Пролін

Q: Глутамін

R: Аргінін

S: Серин

T: Треонін

V: Валін

W: Триптофан

Кодований геном білок за функціями належить до трансфераз, ацилтрансфераз. 
Задіяний у таких біологічних процесах, як ацетилювання, альтернативний сплайсинг. 
Локалізований у мітохондрії.